# Ptilopsaltis
Ptilopsaltis là một chi bướm đêm thuộc họ Acrolophidae.